# Magisano
Magisano är en ort och kommun i provinsen Catanzaro i regionen Kalabrien i Italien. Kommunen hade 1 184 invånare (2018).